# Lungsjön, Västergötland
Lungsjön är en sjö i Varbergs kommun i Västergötland och ingår i Viskans huvudavrinningsområde.